# Joaquina Sitches
Joaquina Sitches of Sitchez (1780-1854) was een Spaanse sopraan en actrice. Uit haar huwelijk met de tenor en zangpedagoog Manuel del Pópulo Vicente García (1775-1832) werden drie muzikale kinderen geboren:
- Manuel Patricio Rodríguez García (1805-1906)
- Maria Malibran (1808-1836)
- Pauline Viardot-García (1821-1910)

Na het overlijden van haar man nam ze zijn pedagogische rol met zoveel verve over, dat Pauline haar moeder als haar enige zangleraar aannam.
- Bibliothèque nationale de France: cb15751149z (data)
- MusicBrainz: e00df401-4725-4860-bf6e-256421578060
- Virtual International Authority File: 76646211